# Yushu
| Tibetische Bezeichnung                                     |
| ---------------------------------------------------------- |
| Tibetische Schrift: ཡུས་ཧྲུའུ་བོད་རིགས་རང་སྐྱོང་ཁུལ་                 |
| Wylie-Transliteration: yus hru’u bod rigs rang skyong krig |
| Offizielle Transkription der VRCh: Yushu                   |
| THDL-Transkription: Yushu                                  |
| Andere Schreibweisen: —                                    |
| Chinesische Bezeichnung                                    |
| Traditionell: 玉樹藏族自治州                               |
| Vereinfacht: 玉树藏族自治州                                |
| Pinyin:Yùshù Zàngzú Zìzhìzhōu                              |

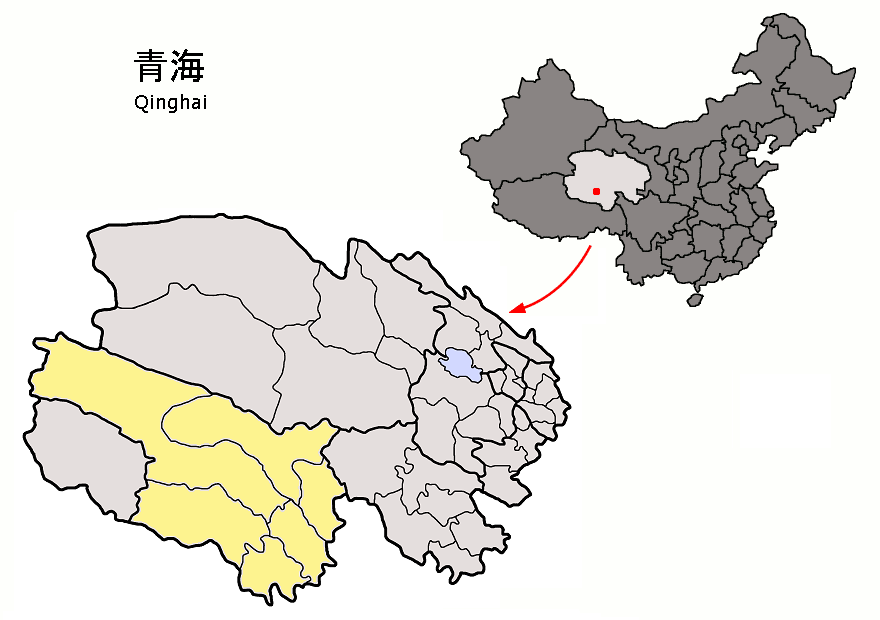
Lage des Bezirks Yushu in Qinghai

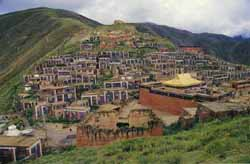
Das Kloster Döndrub Ling in Kyegu Do

Der autonome Bezirk Yushu (tibetisch ཡུས་ཧྲུའུ Wylie yus hru’u) der Tibeter liegt im Südwesten der chinesischen Provinz Qinghai und gehört zur tibetischen Kulturregion Kham. Sein Verwaltungssitz ist die Großgemeinde Kyegu Do (Jyekundo) im Kreis Yushu. Yushu hat eine Fläche von 197.954 Quadratkilometern, die zu einem beträchtlichen Teil (ca. 25 %) siedlungsfeindlich ist, und die Einwohnerzahl beträgt 425.199 (Stand: Zensus 2020). Aber auch die besiedelten Gebieten sind überwiegend nur in nomadischer Weidewirtschaft nutzbar, so dass der größte Teil der Bevölkerung weit über das Gebiet verstreut lebt.
Der 9. Penchen Lama Thubten Chökyi Nyima, der 1924 aus innenpolitischen Gründen aus der zentraltibetischen Stadt Xigazê zunächst in die Innere Mongolei und dann nach Qinghai/Amdo geflohen war, hielt sich in der Hoffnung auf eine baldige Rückkehr nach Shigatse ab 1936 in Yushu auf, wo er am 1. Dezember 1937 in Jyekundo (Gyêgu) starb.

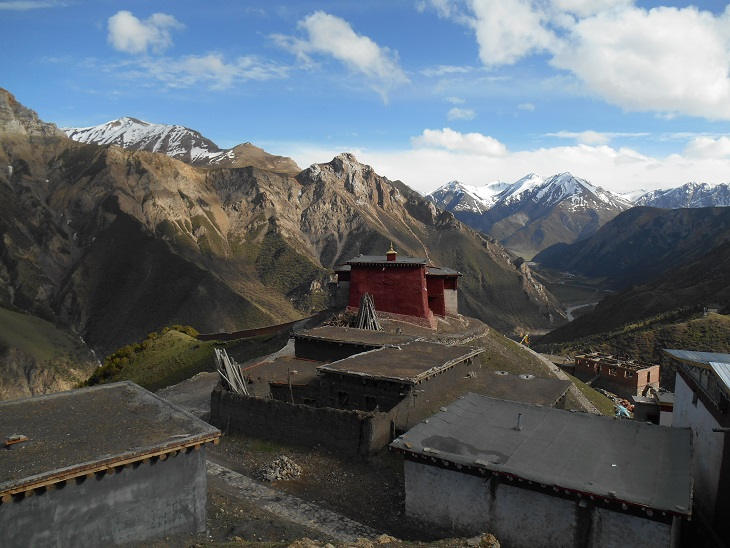
Tana-Kloster

## Bevölkerung und Wirtschaft
Bei der Volkszählung im Jahre 2000 hatte der Bezirk Yushu 262.661 Einwohner (Bevölkerungsdichte: 1,39 Einw./km²), dabei entfielen auf den Kreis Yushu etwa 80.000. Aufgrund des chinesischen Meldesystems, das nur die Hukou-Haushalte umfasst, wird dabei leicht überdeckt, dass schon der Hauptort, die Großgemeinde Gyêgu allein inzwischen 50–80.000 Einwohner hat.
Die Mehrzahl der Bewohner von Yushu entstammen einem nomadischen Hintergrund (Drokpa), da der größte Teil des Bezirks über 4.000 Meter hoch liegt und damit nur Fernweidewirtschaft als Grundlage haben kann. Ackerbau findet sich lediglich in den tieferen Lagen der Kreise Yushu, Chidu und Nangqên, während Gyêgu schon in alter Zeit eines der bedeutendsten Handelszentren Osttibets war und auch heute wieder ist.

## Bevölkerungsgruppen in Yushu
Die ethnische Zusammensetzung der Bevölkerung stellte sich 2005 folgendermaßen dar:
| Name des Volkes | Einwohner | Anteil  |
| --------------- | --------- | ------- |
| Tibeter         | 288.829   | 97,25 % |
| Han             | 7.594     | 2,56 %  |
| Hui             | 295       | 0,01 %  |
| Tu              | 138       | <0,01 % |
| Salar           | 64        | <0,01 % |
| Mongolen        | 50        | <0,01 % |
| Mandschu        | 22        | <0,01 % |
| Sonstige        | 12        | <0,01 % |

Diese Statistik weist nur die registrierte Bevölkerung auf, nicht die temporären Einwohner (liudong renkou), die auf etwa 50.000 bis 60.000 für den gesamten autonomen Bezirk geschätzt werden.

## Administrative Gliederung
Der autonome Bezirk setzt sich aus einer kreisfreien Stadt und fünf Kreisen zusammen. Diese sind:
| Name     | Tibetisch   | Wylie               | Chinesisch | Pinyin        | Fläche (km²) | Einwohner (2020) | Hauptort                                                                    |
| -------- | ----------- | ------------------- | ---------- | ------------- | ------------ | ---------------- | --------------------------------------------------------------------------- |
| Yushu    | ཡུས་ཧྲུའུ       | yus hru’u           | 玉树市     | Yùshù Shì     | 15.389       | 141.308          | Gyêgu (skye rgu mdo / Jiégǔ Zhèn 结古镇)                                    |
| Zadoi    | རྫ་སྟོད་རྫོང     | rdza stod rdzong    | 杂多县     | Záduō Xiàn    | 35.571       | 68.759           | Qapugtang (bya phug thang / Sàhūténg Zhèn 萨呼腾镇)                         |
| Chidu    | ཁྲི་འདུ་རྫོང     | khri ’du rdzong     | 称多县     | Chēngduō Xiàn | 14.638       | 57.159           | Chuqung (gru chung / Zhōujūn Zhèn 周均镇)                                   |
| Zhidoi   | འབྲི་སྟོད་རྫོང    | ’bri stod rdzong    | 治多县     | Zhìduō Xiàn   | 80.683       | 34.496           | Gyaijêpozhanggê (rgyal rje pho brang sked / Jiājíbóluògé Zhèn 加吉博洛格镇) |
| Nangqên  | ནང་ཆེན་རྫོང    | nang chen rdzong    | 囊谦县     | Nángqiān Xiàn | 12.079       | 90.307           | Xangda (shor mda’ / Xiāngdá Zhèn 香达镇)                                    |
| Qumarlêb | ཆུ་དམར་ལེབ་རྫོང | chu dmar leb rdzong | 曲麻莱县   | Qǔmálái Xiàn  | 46.579       | 33.170           | Yuegai (Yuēgǎi Zhèn 约改镇)                                                 |

Quellen: für Flächenangaben das Statistische Jahrbuch 1950–1999

## Erdbeben
Am 14. April 2010, um 7:49 Uhr Ortszeit, erschütterte ein heftiges Erdbeben der Magnitude 7,1 nach Richter die Region Yushu, das den größten Teil der Stadt Kyego Do (Gyêgu), auch Jyekundo, zerstörte. Das Beben forderte zahlreiche Opfer.